# Codex Atlanticus

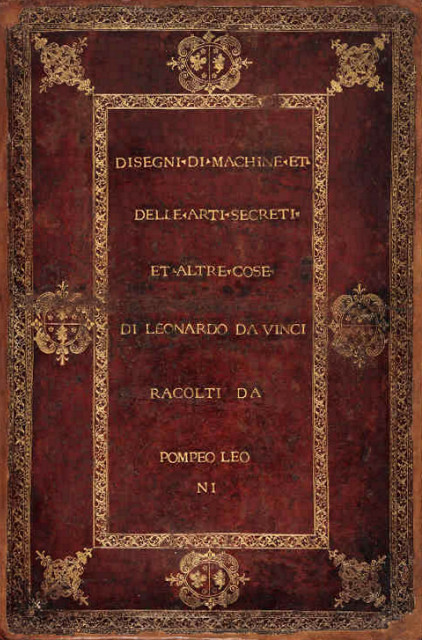
Le Codex Atlanticus.

Le Codice Atlantico est un recueil de dessins et de notes de Léonard de Vinci conservé à la bibliothèque Ambrosienne de Milan. Les dessins ont été collés et rassemblés en 12 volumes reliés de cuir sur plus de 1 119 feuillets, après sa mort, par le sculpteur Pompeo Leoni . On lui donna le nom de Codex Atlanticus à cause de son grand format (64,5 × 43,5 cm) rappelant celui des atlas. Le Codex Atlanticus  couvre une longue période de la vie de Léonard de Vinci, de 1478 (des feuillets dans lesquels il cite son oncle, Francesco d’Antonio) à 1518 (ses projets pour la construction d’un palais royal à Romorantin).

## Histoire
La plupart des dessins et des manuscrits de Léonard de Vinci furent conservés par son élève Francesco Melzi. À sa mort, son fils Orazio Melzi les dispersa. Il donna en 1589 les manuscrits et les dessins qui restaient en sa possession au sculpteur Pompeo Leoni. Celui-ci décida de regrouper certains des dessins de Léonard de Vinci en deux recueils distincts. Le premier, intitulé Disegni di Machine e delle Arti Secreti et Altre Cose di Leonardo da Vinci Racolti da Pompeo Leoni devait regrouper les dessins scientifiques et techniques. Il est connu aujourd'hui sous le nom de Codex Atlanticus. Le second intitulé Disegni di Leonardo da Vinci restaurati da Pompeo Leoni devait regrouper les dessins de botanique et d'anatomie. Ce second recueil entra plus tard dans les collections royales de Windsor. Il fut défait et les dessins montés séparément. À la mort de Pompeo Leoni, ses biens échurent à sa fille, Vittoria. Le mari de celle-ci, Polidoro Calchi, vendit le Codex Atlanticus au comte Galeazzo Arconati qui en fit don à la Bibliothèque ambrosienne en 1636.
Le Codex Atlanticus fit partie des manuscrits réquisitionnés par les troupes françaises le 7 Nivôse An IV (1796) et transférés à Paris. Il fut conservé à la Bibliothèque nationale jusqu'à la chute de Napoléon Ier en 1815. De tous les manuscrits de Léonard de Vinci dérobés par les troupes napoléoniennes, le Codex Atlanticus fut le seul à être restitué à la Bibliothèque ambrosienne. Les autres restèrent à l'Institut de France sous la dénomination de « Manuscrits de l'Institut » (manuscrits A, B, C, D, E, F, G, H, I, K, L, M). Entre 1962 et 1970, le Codex Atlanticus fut restauré par le Laboratorio di Restauro de l'abbaye Santa Maria de Grottaferrata.
Giovanni Piumati publia la première édition en fac-similé du Codex Atlanticus entre 1894 et 1904.
Le Codex Atlanticus fut complètement exposé à la Bibliothèque ambrosienne de 2009 à 2015.
En 2019, est créé le site web Codex Atlanticus. Il s'agit d'une version interactive du Codex Atlanticus qui permet de cataloguer et de visualiser toutes les 1 119 feuilles du Codex, en les organisant par sujet, année de rédaction et numéro de page.
La bibliothèque de Nantes conserve un fragment manuscrit de cet ouvrage. Légué en 1873 par le collectionneur Pierre-Antoine Labouchère (1807-1873), ce document fait partie de la collection Labouchère regroupant 3 000 autographes.

## Galerie

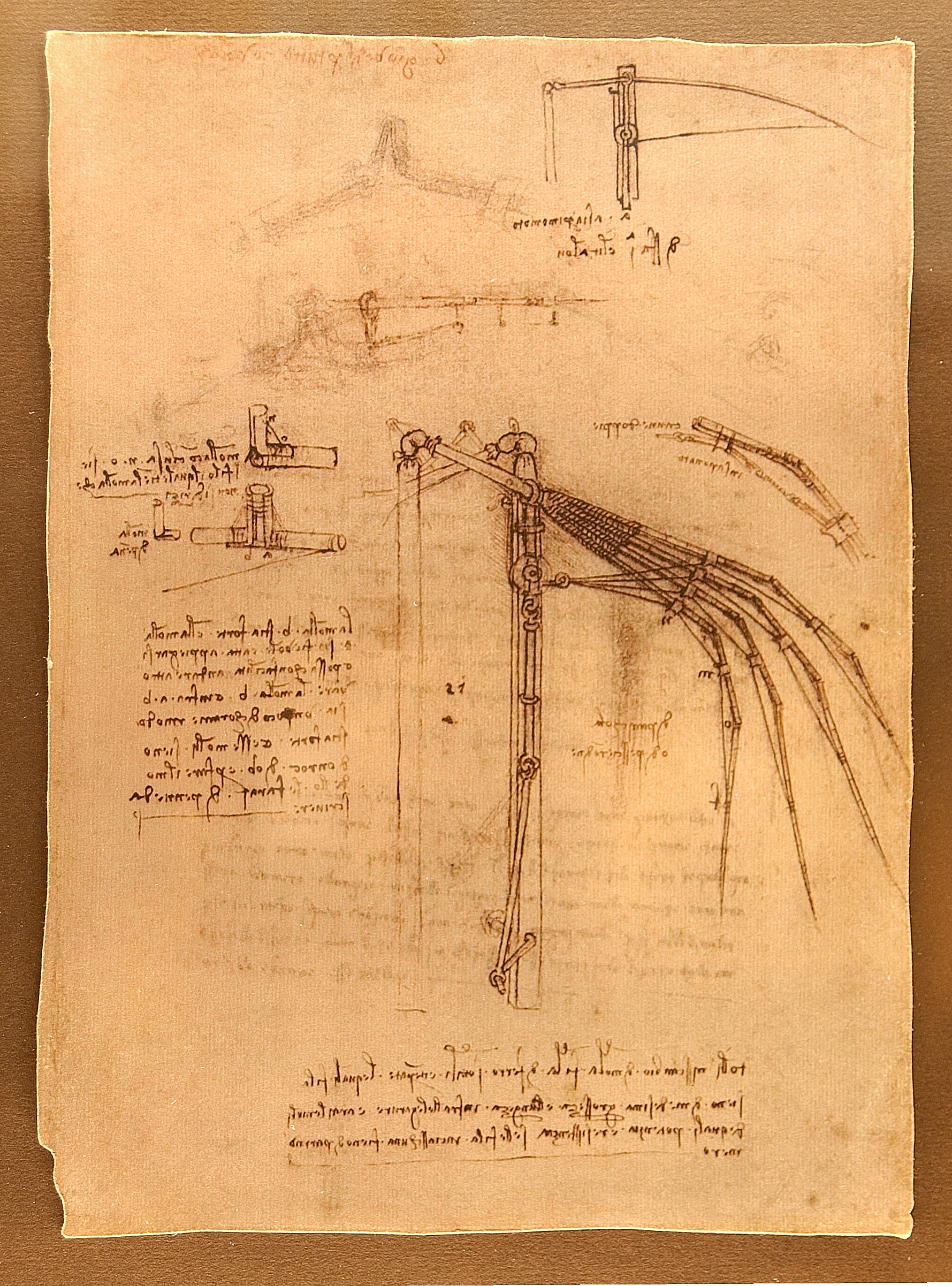
Aile mobile.
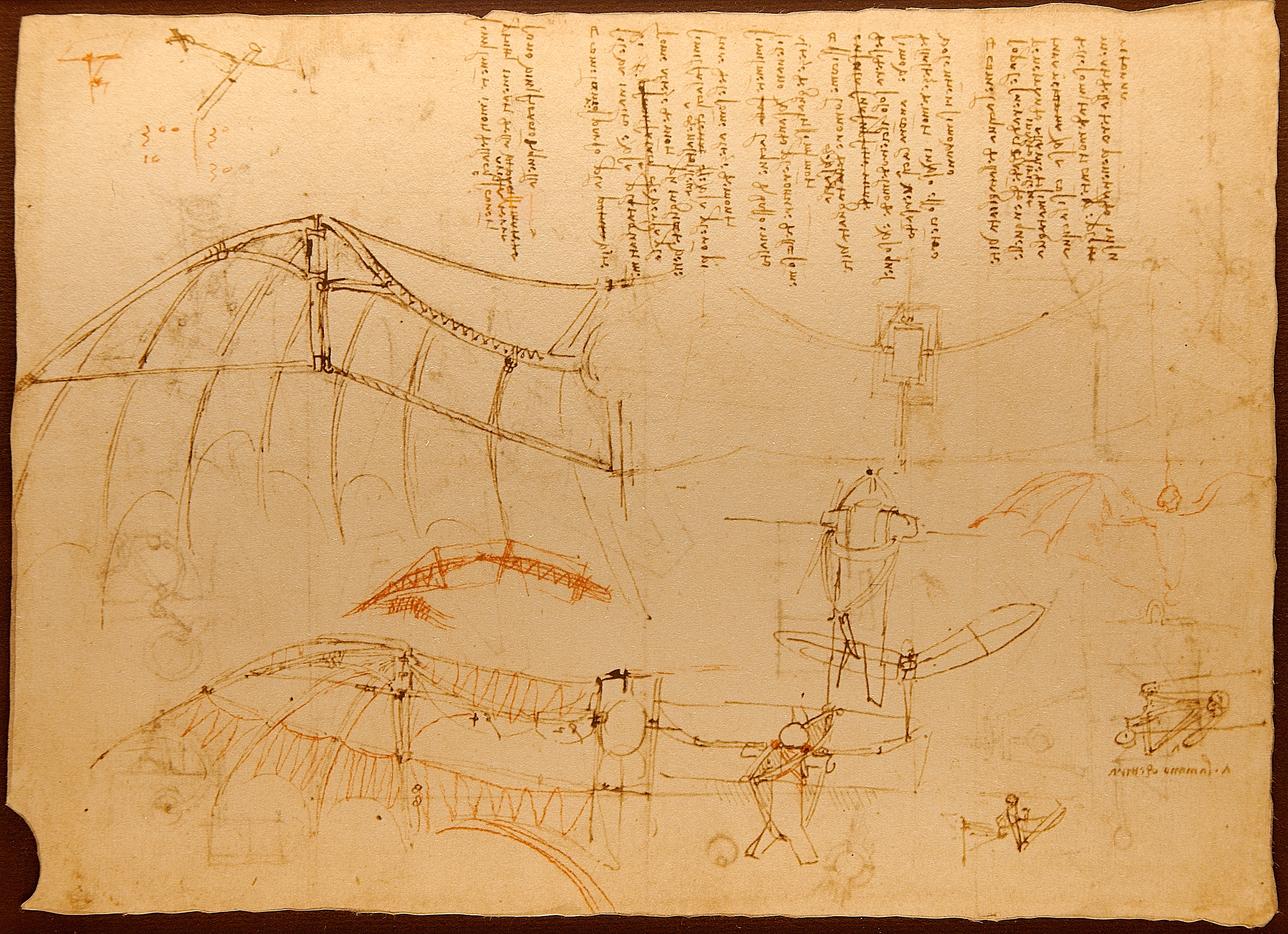
Ailes battantes.
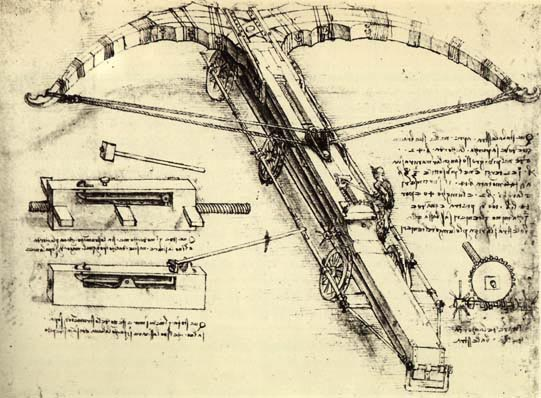
L'Arbalète géante.